# روبرت إس. لانكستر
روبرت إس. لانكستر (بالإنجليزية: Robert S. Lancaster)‏ هو مبرمج أمريكي، ولد في 11 فبراير 1958 في مونتيري بارك في الولايات المتحدة.